# Oronge
Amanita caesarea
Espèce
L'Amanite des Césars, ou Oronge (Amanita caesarea) est une espèce de champignon méditerranéen appartenant aux basidiomycètes de la famille des Amanitaceae. Sa réputation d'excellent comestible, sa beauté et sa relative rareté en font un champignon recherché. Elle est aussi couramment nommée oronge vraie, par opposition à la toxique fausse oronge, autre nom de l'amanite tue-mouches (Amanita muscaria) dont le chapeau rouge peut prêter à confusion.
L'Amanite des Césars doit son qualificatif à ce qu'elle aurait été un mets de choix à la table des empereurs romains. Il semble qu'ils l'appelaient boletus, un des rares noms de champignon hérité de l'Antiquité et repris de nos jours pour désigner un genre tout à fait différent, mais également riche en espèces savoureuses.

## Description dusporophore
Le chapeau de l'oronge va de 8 à 15–20 cm, est ovoïde jeune puis hémisphérique et enfin convexe, jamais aplati ni déprimé. La cuticule est rouge orangé vif, luisante, souvent couverte de grands lambeaux de la volve, blancs.
La chair est ferme, blanche, jaune sous la cuticule. La marge est nettement striée, jaune d'or.
Les lames sont serrées, jaune d'or clair.
Le stipe, de 8 à 15 cm de hauteur, est robuste, droit ou légèrement courbé, de la couleur des lames. La base du stipe est ovoïde vers le sol. La volve est épaisse, blanc grisâtre, s'écartant du stipe et ample. Son anneau membraneux, concolore au pied, placé haut et pendant. L'odeur est agréable, sa saveur douce évoque la noix ou la noisette.
La sporée est blanche.

## Habitat et Répartition
Thermophile, l'oronge pousse de la mi-septembre à la mi-novembre sous les feuillus (chênes verts, chênes-lièges, châtaigniers notamment) de la région méditerranéenne. Ce champignon est également relativement fréquent en Périgord et dans tout le Sud-Ouest, où on le récolte dès le mois d'août.
En raison du réchauffement climatique, on trouve maintenant des oronges plus au nord, notamment en Île-de-France. Elle n'est pas présente en Belgique sauf quelques rares cas signalés en Gaume. Depuis des années on en trouve en nord Franche-Comté et sans doute plus au sud, où les étés sont très chauds et les poussées se font souvent après les pluies d'orage dès le mois d'août.

## Comestibilité
C'est un délicieux comestible, très recherché pour sa saveur subtile de noisette, considéré comme le meilleur qui soit. Il peut être consommé cru, s'il est très frais (à consommer dans les deux jours après la récolte), quand la cuticule est encore lisse et évoque, par ses belles couleurs, un œuf au plat, brossé ou délicatement lavé, en salade avec un filet de citron et d'huile d'olive, ou à la croque au sel. Cuit, poêlé ou au four, grillé quelques minutes, il peut agrémenter de nombreux plats : en soupe ou en garniture de diverses viandes ou poissons, seul ou avec des légumes sautés, pâtes, etc..

## Confusions possibles

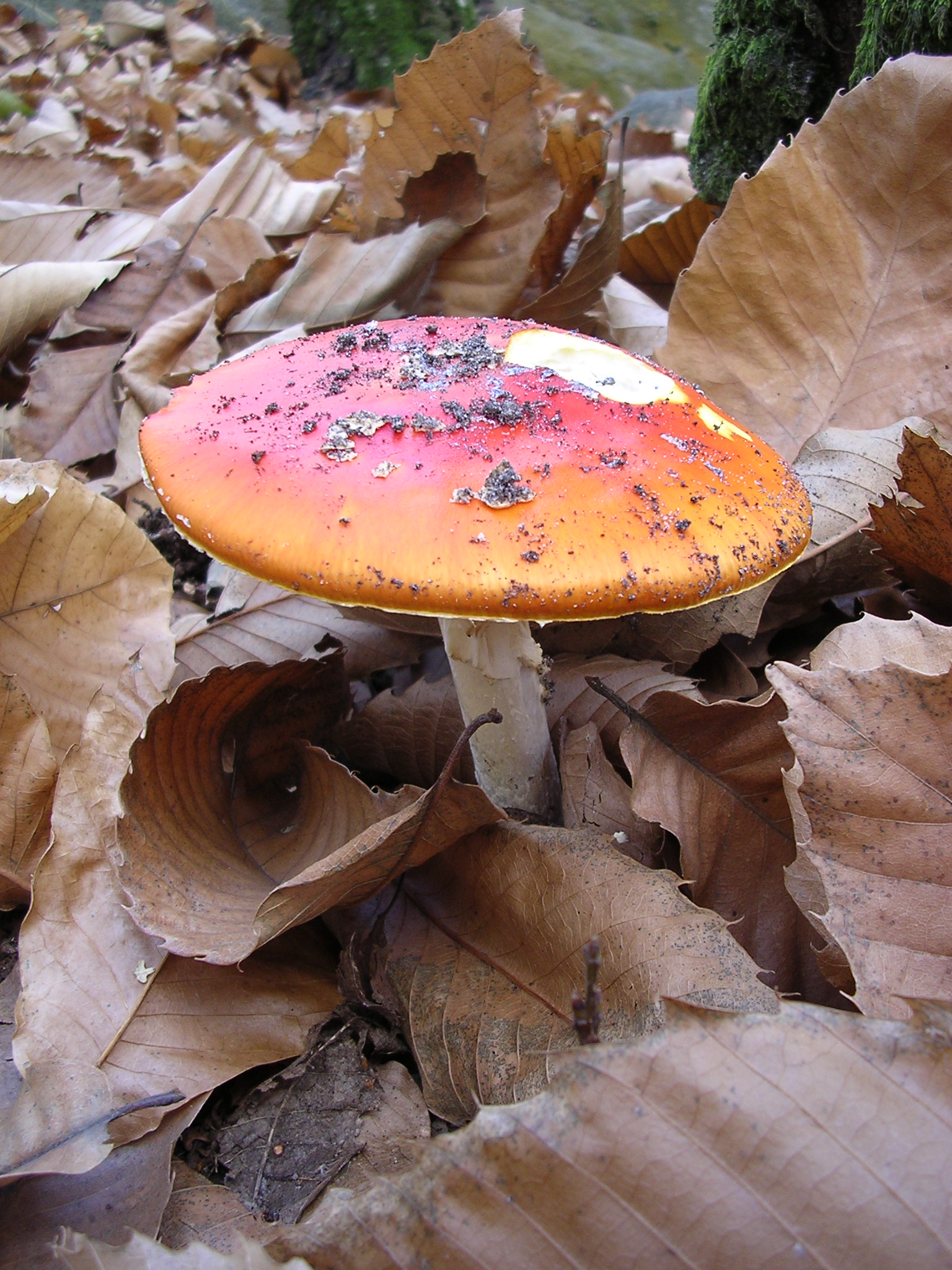
Amanite tue-mouches délavée et ayant perdu la plupart de ses méchules blanches

L'amanite des Césars peut être confondue, sans grand danger, avec l'amanite safran qui a parfois les lames un peu jaunes, mais ne porte pas d'anneau. Le véritable risque de confusion est l'amanite tue-mouches, dite pour cela « fausse oronge », qui est toxique. Quoique souvent d'un rouge plus soutenu, la tue-mouches peut être orangée. Elle porte généralement des points blancs réguliers, mais ceux-ci peuvent être délavés ou confondus avec des restes de volve présents sur l'oronge. En revanche, la différence saute aux yeux dès qu'on retourne les champignons : l'oronge vraie a les lames et le stipe jaunes (c'est même la seule amanite européenne dans ce cas) alors que les lames comme le stipe de l'amanite tue-mouches sont immuablement blancs. Enfin, il y a plusieurs autres dissemblances évidentes (la marge de l'oronge est striée, pas celle de la « fausse » ; la volve de l'oronge est épaisse et en sac, celle de la tue-mouches est friable ; l'œuf de l'oronge repose sur le petit bout, celui de muscaria sur le gros) mais la couleur des lames à elle seule permet d'éviter toute confusion. Sans compter que l'amanite tue-mouches est largement inféodée au bouleau et très commune jusqu'en Sibérie, ce qui est loin d'être l'habitat de l'oronge.

### Tableau comparatif
| Nom scientifique      | Noms vernaculaire                           | Cuticule du chapeau                                       | Marge du chapeau         | Couleur du stipe et des lames | Ovoïde de l'œuf        | Forme de la volve                | Habitat                          |
| --------------------- | ------------------------------------------- | --------------------------------------------------------- | ------------------------ | ----------------------------- | ---------------------- | -------------------------------- | -------------------------------- |
| Amanita muscaria      | Amanite tue-mouches; Fausse oronge          | Parsemée de petits flocons blancs, éventuellement délavés | Lisse ou striée et rouge | Blanc                         | Circulaire vers le bas | Bourrelet floconneux             | Universelle                      |
| Amanita caesarea      | Amanite des Césars; Oronge vraie            | Nue avec parfois des grands lambeaux de volve             | Striée et jaune d'or     | Jaune d'or (jamais blanc)     | Elliptique vers le bas | Blanche, épaisse en forme de sac | Mediterranée, Indes, Sechuan     |
| Amanita xanthocephala | Grisette vermillon                          | Lambeaux de volve orange                                  | Striée et orange         | Blanche                       | Circulaire vers le bas | Orange, avec un bourrelet        | Australie, Tasmanie              |
| Amanita jacksonii     | Amanite de Jackson; César fuselé d'Amérique | Aucun lambeau orange                                      | Pectinée et rouge        | Jaune                         | Circulaire vers le bas | Rouge écarlate, forme de sac     | Côte Est du Canada, USA, Mexique |

## Photographies

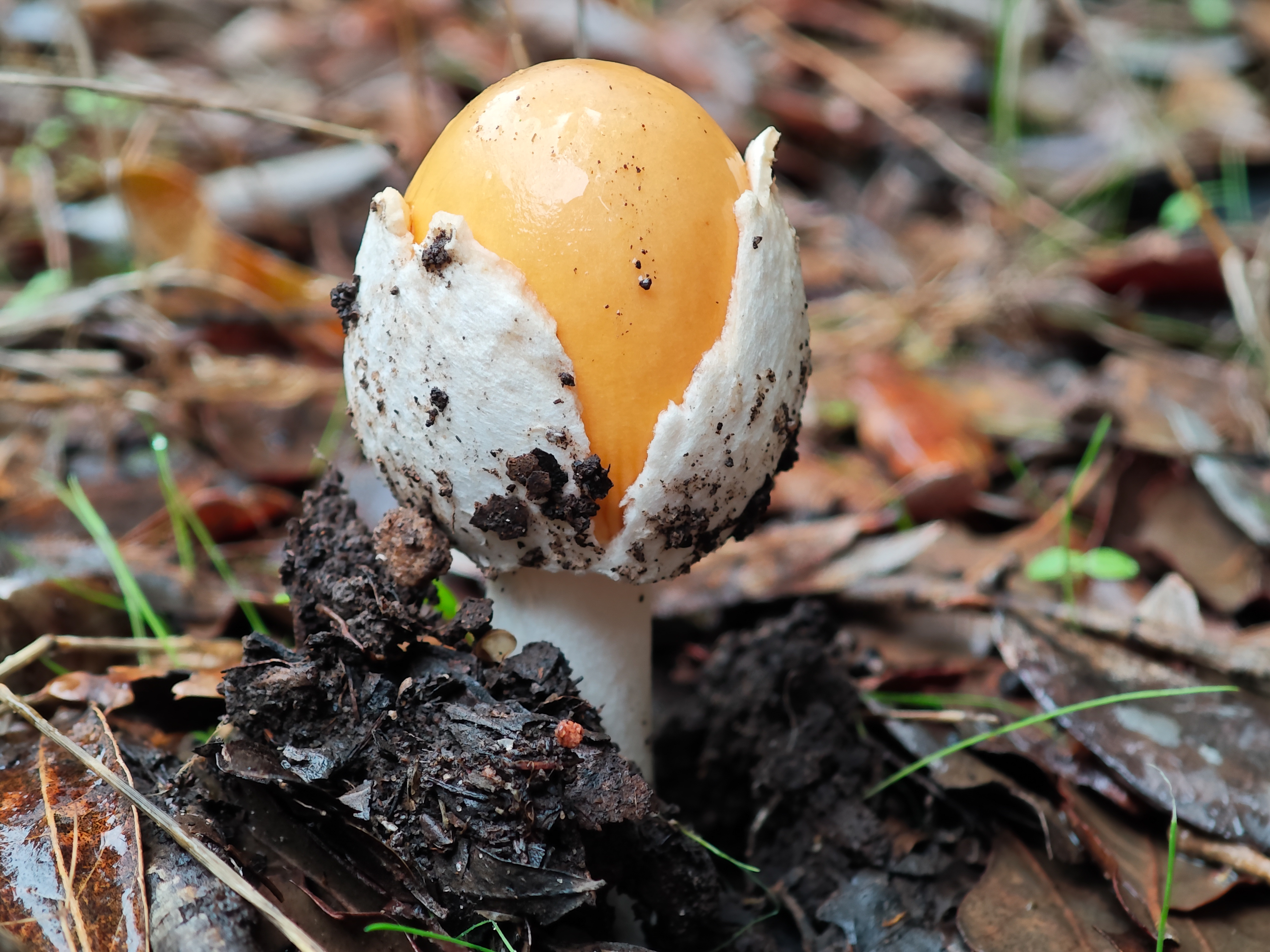
Amanita caesarea.
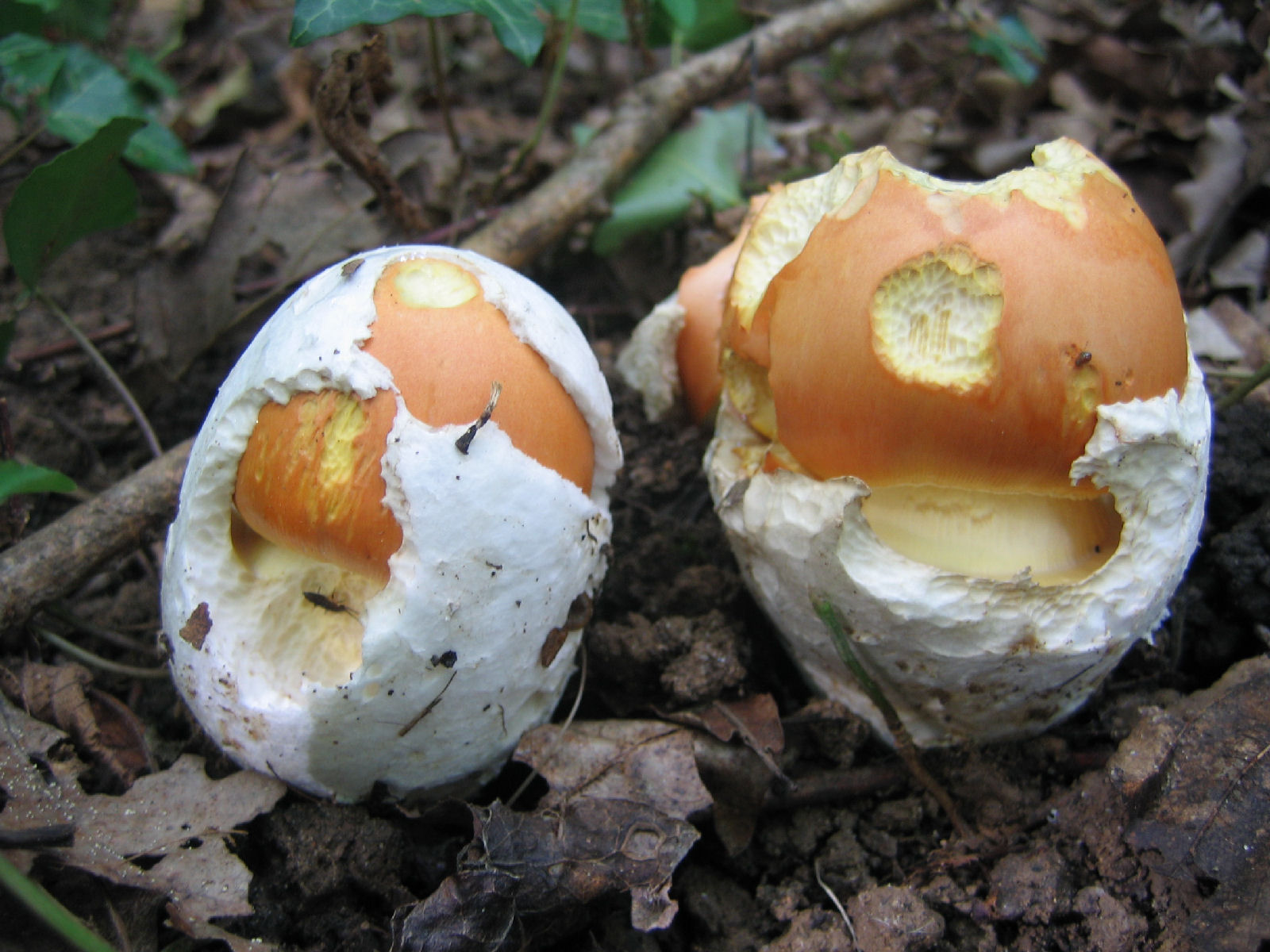
Amanite Oronge.
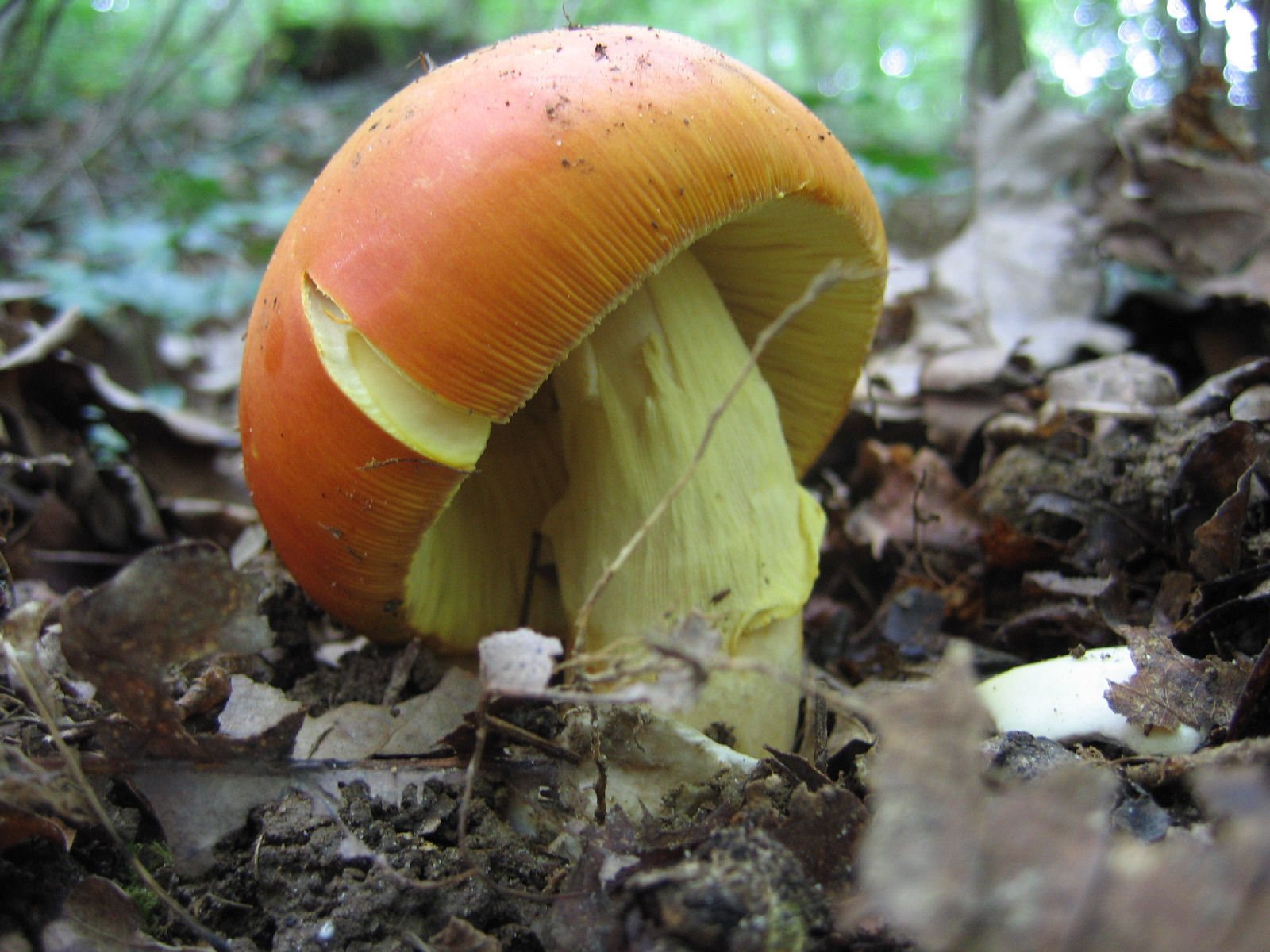
Amanite Oronge.
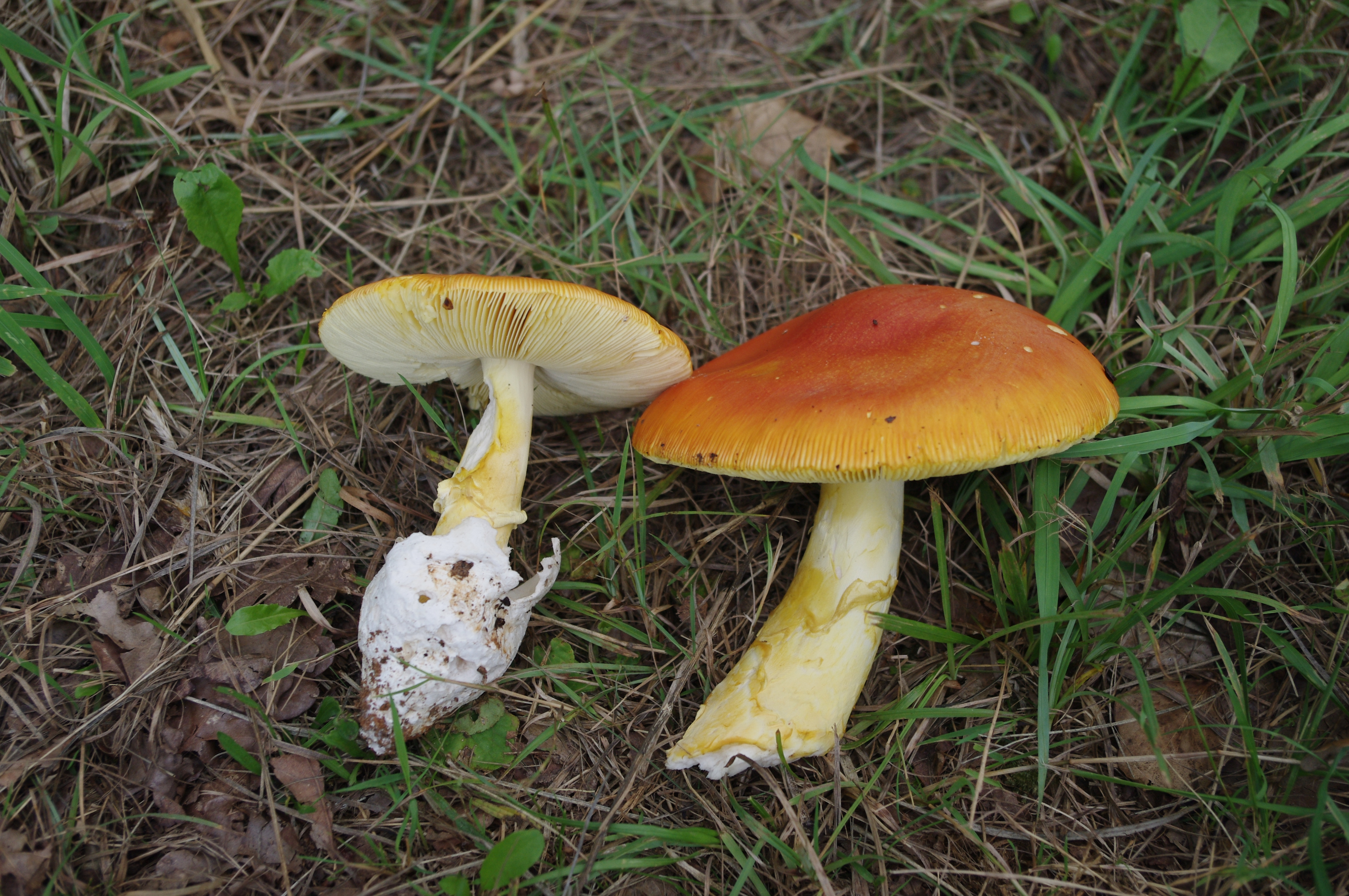
Amanita caesarea.
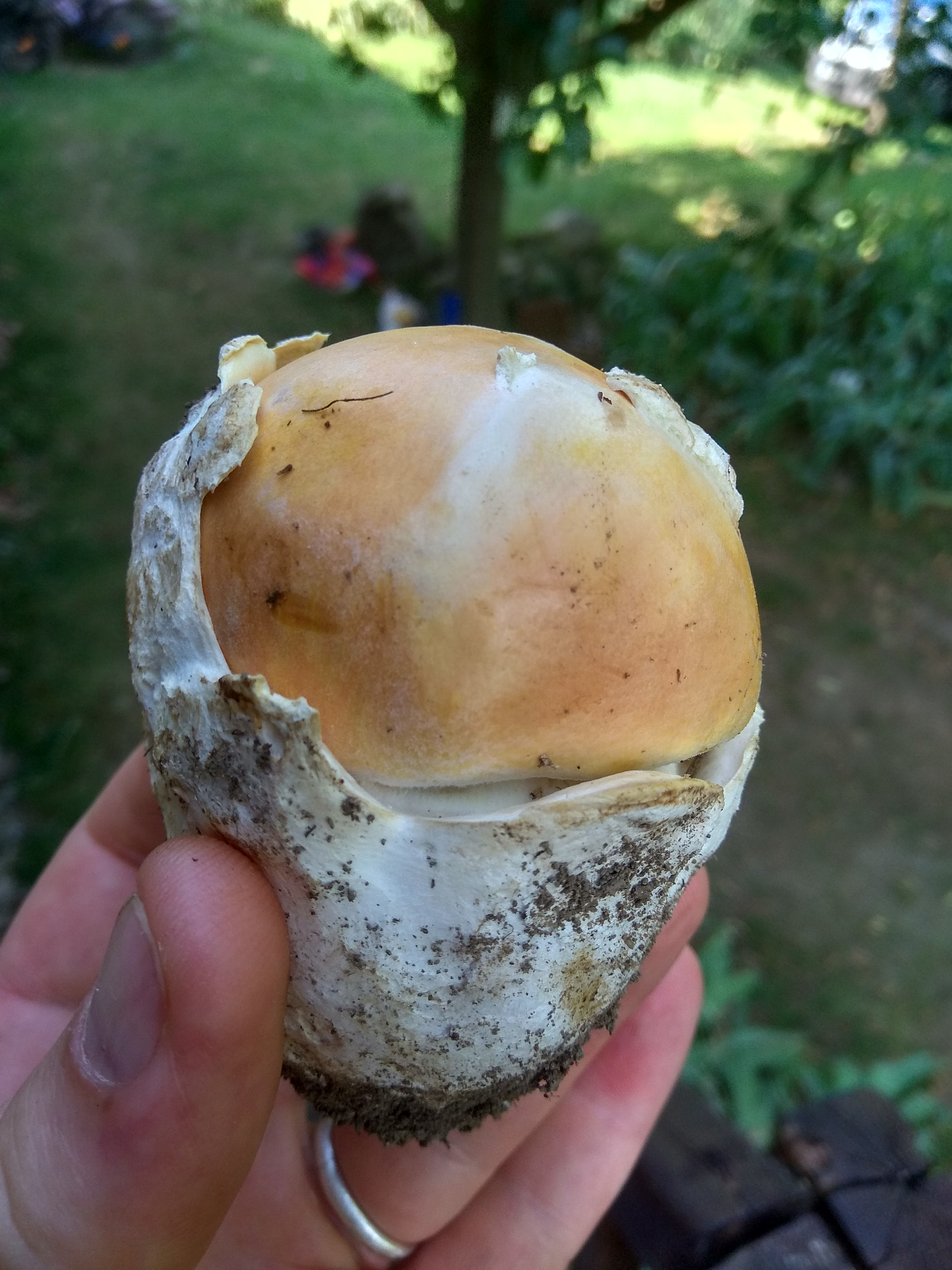
Amanite oronge.
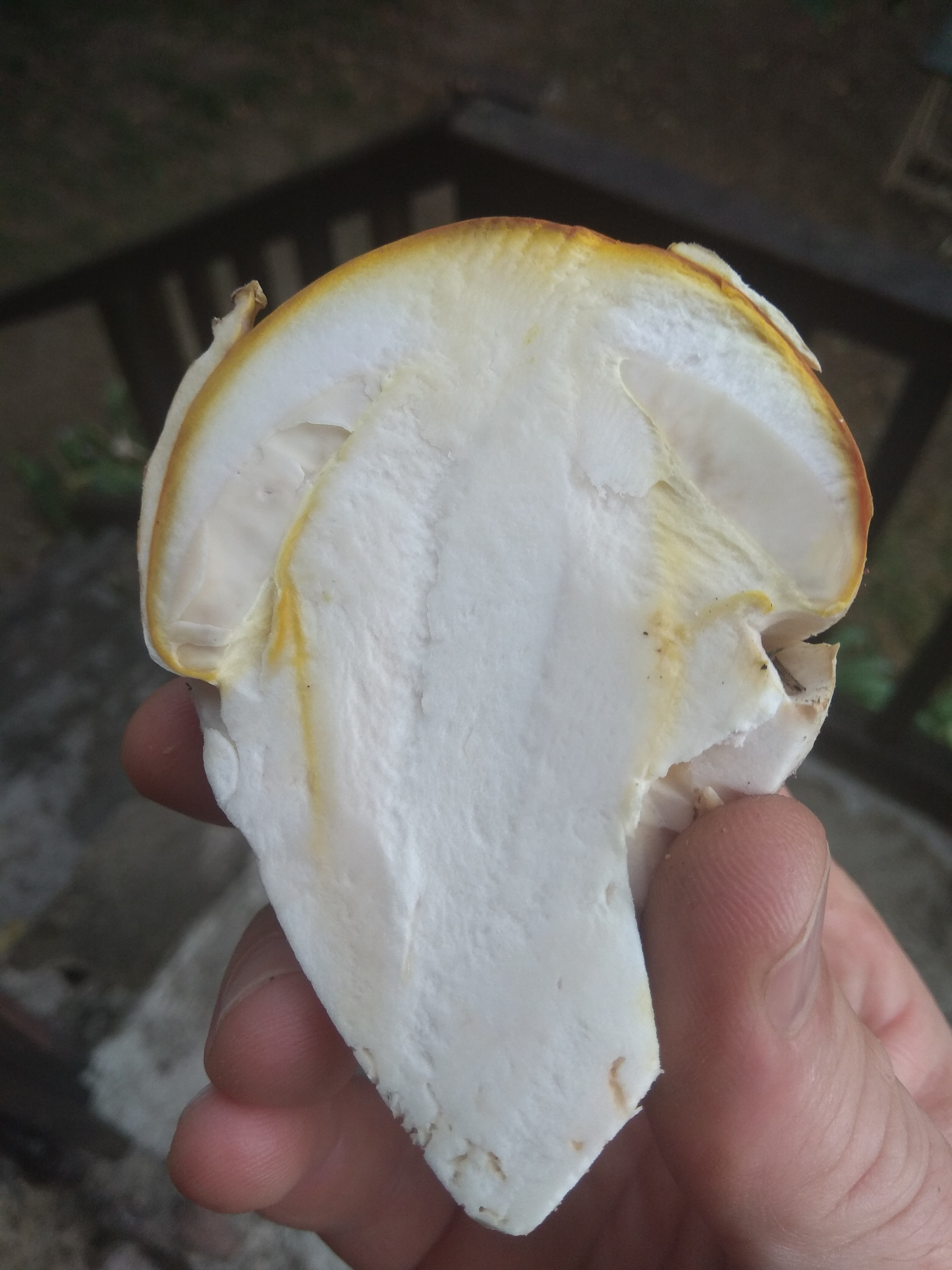
Amanite oronge en coupe.
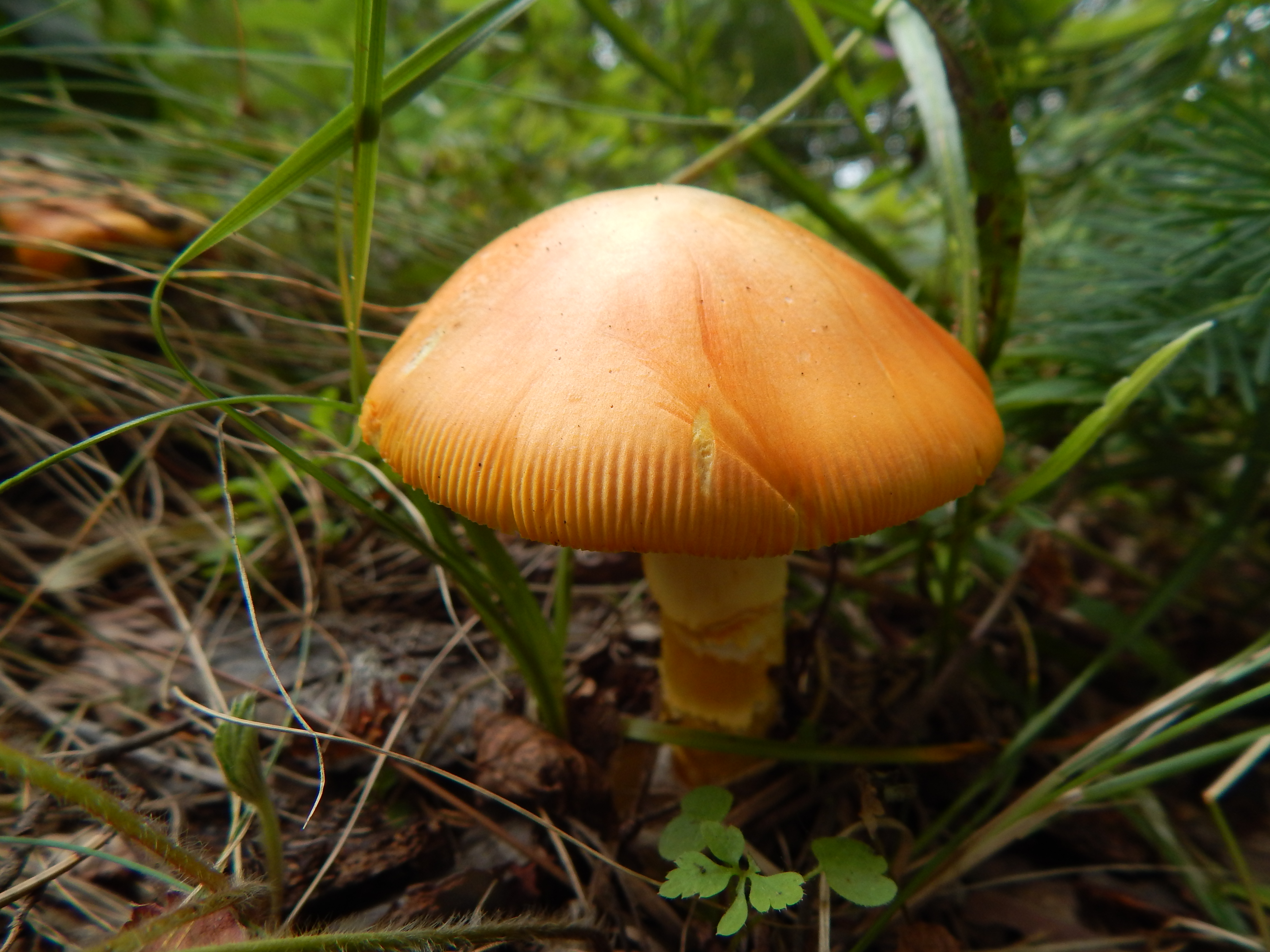
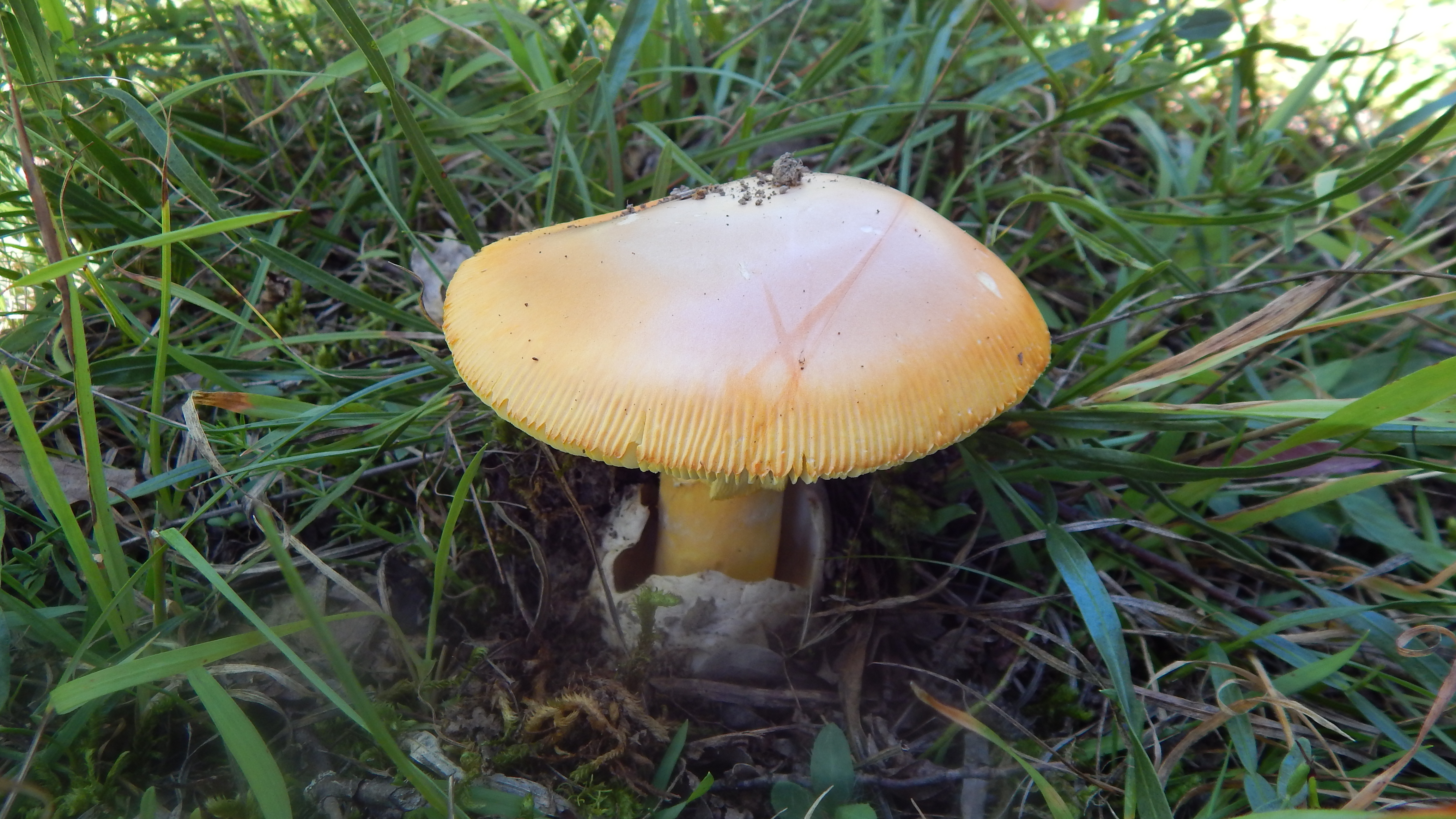
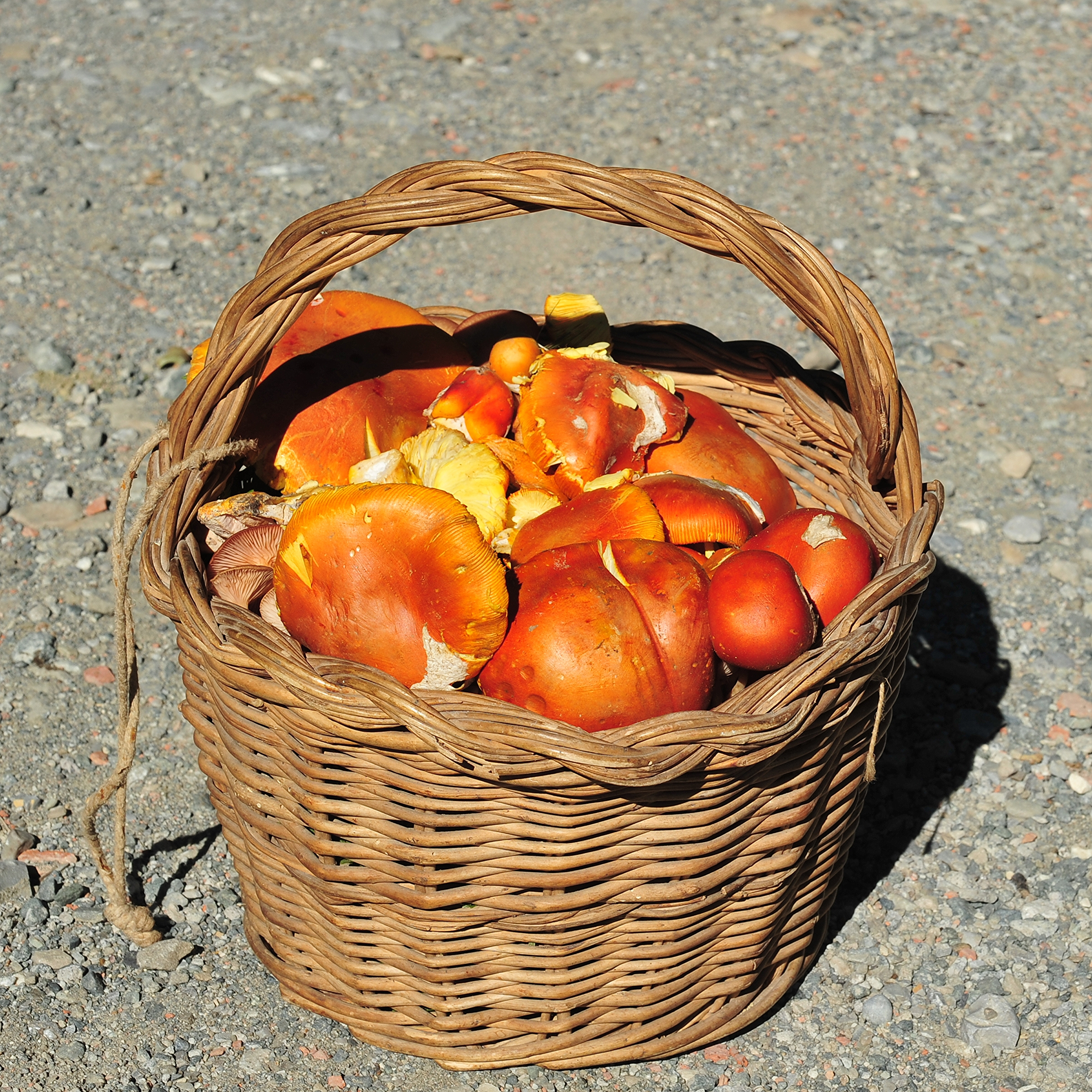

### Sources bibliographiques
Quelques livres en français comportant plus de renseignements sur ce champignon :
- André Marchand : Champignons du Nord et du Midi, tome I/IX, planche 1, Hachette 1971,  (ISBN 84-499-0649-0)
- Régis Courtecuisse, Bernard Duhem : Guide des champignons de France et d'Europe (Delachaux & Niestlé, 1994-2000).
- Marcel Bon : Champignons de France et d'Europe occidentale (Flammarion, 2004)
- Dr Ewaldt Gerhardt : Guide Vigot des champignons (Vigot, 1999) -  (ISBN 2-7114-1413-2)
- Roger Phillips : Les champignons (Solar, 1981) -  (ISBN 2-263-00640-0)
- Thomas Laessoe, Anna Del Conte: L'Encyclopédie des champignons (Bordas, 1996) -  (ISBN 2-04-027177-5)
- Peter Jordan, Steven Wheeler : Larousse saveurs - Les champignons (Larousse, 1996) -  (ISBN 2-03-516003-0)
- G. Becker, Dr L. Giacomoni, J Nicot, S. Pautot, G. Redeuihl, G. Branchu, D. Hartog, A. Herubel, H. Marxmuller, U. Millot et C. Schaeffner : Le guide des champignons (Reader's Digest, 1982) -  (ISBN 2-7098-0031-4)
- Henri Romagnesi : Petit atlas des champignons (Bordas, 1970) -  (ISBN 2-04-007940-8)
- Larousse des champignons édition 2004 sous la direction de Guy Redeuilh-  (ISBN 2-03-560338-2)